# العرشان (أرحب)

تعديل مصدري - تعديل

العرشان هي إحدى قرى عزلة زندان بمديرية أرحب التابعة لمحافظة صنعاء، بلغ تعداد سكانها 1112 نسمة حسب تعداد اليمن لعام 2004.